# Wade Hampton (South Carolina)
Wade Hampton ist ein als Census-designated place (CDP) eingestufter Ort im US-Bundesstaat South Carolina. Der Ort liegt im Greenville County und ist Teil der Metropolregion Upstate. Wade Hampton wurde nach dem amerikanischen Bürgerkriegsgeneral und Gouverneur von South Carolina, Wade Hampton III., benannt.
Das U.S. Census Bureau hat bei der Volkszählung 2020 eine Einwohnerzahl von 21.482 ermittelt.

## Geographie
Wade Hampton liegt zentral im Greenville County und grenzt im Südwesten an die Stadt Greenville (South Carolina) und im Nordosten an Taylors.
Der U.S. Highway 29 (Wade Hampton Boulevard) verläuft durch den Ort und führt in südwestlicher Richtung 8 km zum Zentrum von Greenville und in nordöstlicher Richtung 11 km nach Greer.